# Лоренц, Кавита
Кавита Лоренц (нем. Kavita Lorenz; род. 5 сентября 1995 года в Берлине, Германия) — немецкая фигуристка, выступающая в танцах на льду. В паре с Панайотисом Полицоакисом — трёхкратная чемпионка Германии (2016 — 2018 годы). До этого бронзовый призёр (2013 год) немецкого чемпионата в паре с Ефимом Холонюком.
По состоянию на 21 июня 2018 года пара занимает 31-е место в рейтинге Международного союза конькобежцев (ИСУ).

## Карьера
Кавита Лоренц родилась в 1995 году в столице Германии Берлине. Начинала в фигурном катании как одиночница (приняла участие в немецком чемпионате 2011 года), однако вскоре перешла в танцы на льду, встав в пару с украинцем Холонюком. Однако долго пара не просуществовала и Кавита вновь занялась поиском партнёра. В это время немецкий одиночник Полицоакис думал сменить одиночный разряд и уйти в танцы на льду, так и возникла новая пара.
Дебют пары состоялся в сентябре 2015 года на турнире Небельхорн, где фигуристы очень удачно выступили и заняли четвёртое место. Далее последовал Мемориал Непелы, где танцоры сумели занять пятое место; при этом они квалифицировались на континентальные и мировые чемпионаты. В конце ноября пара занималась подготовкой к национальному чемпионату и выступала на Кубке Варшавы, где финишировала в середине турнирной таблице. В декабре 2015 года на национальном чемпионате в Эссене фигуристы в упорной борьбе (после короткой программы они занимали второе место) стали первыми. Немецкие танцоры в Словакии дебютировали на континентальном чемпионате в январе 2016 года, где финишировали в середине второй двадцатке. В марте прошёл их дебют на мировом чемпионате в Бостоне, где фигуристы смогли пройти в число финалистов.
После этого фигуристы приняли решение больше не выступать вместе. Однако долгие уговоры тренеров и функционеров немецкой федерации сумели убедить танцоров сохранить пару. Сезон пара начала вновь на турнире Небельхорн, где спортсмены финишировали пятыми. В конце сентября на Мемориале Непелы фигуристы выступили очень неплохо, улучшили все свои прежние достижения и заняли пятое место. Далее они занимали вторые места на турнирах в Риге и Дортмунде. В начале декабря пара выступала на турнире Золотой конёк Загреба, где фигуристы финишировали на четвёртом месте и улучшили свои прежние достижения в сумме и произвольном танце. На национальном чемпионате в декабре пара уверенно вновь стала первыми. В конце января немецкие спортсмены выступали в Остраве на европейском чемпионате, где они повторили прошлогоднее достижения заняли соответственно четырнадцатое место чемпионата. В середине февраля немецкая пара выступила в Оберсдорфе на Кубке Баварии, где они заняли третье место. В конце марта немецкие фигуристы выступали на мировом чемпионате в Хельсинки, где выступили не совсем неудачно, не сумели квалифицироваться на следующие Олимпийские игры, но прошли в произвольную программу.

## Олимпийский сезон
В конце сентября немецкие фигуристы начали олимпийский сезон они приняли участие дома в Оберсдорфе, где на квалификационном турнире Небельхорн, финишировали на третьем месте и сумели завоевать для своей страны путёвку на зимние Олимпийские игры. Через месяц они дебютировали в серии Гран-при на канадском этапе где выступили не совсем неудачно, финишировали в конце турнирной таблицы. В конце ноября спортсмены приняли участие в турнире в столице Эстонии, где финишировали в середине первой десятке. Вскоре последовало выступление на Золотом коньке Загреба, которое было совсем неудачном. Пара финишировала в конце десятки. Через две недели на национальном чемпионате во Франкфурт-на-Майне танцоры уверенно в третий раз стали чемпионами страны. Через месяц немецкие фигуристы поехали в Москву на европейский чемпионат, однако здесь они, по состоянию здоровья, снялись с соревнований в последний момент. В начале февраля ещё до открытия Олимпийских игр в Южной Корее пара начала соревнования в командном турнире. Немцы в Канныне финишировали в конце турнирной таблицы. В дальнейшем сборная Германии не вышла в финальную часть. В середине февраля на личном турнире Олимпийских игр немецкие танцоры выступили не совсем удачно, они сумели финишировать только в середине второй десятки. Ещё через месяц они выступали в Милане на мировом чемпионате, где финишировали в середине второй десятки. Также немецким спортсменам удалось улучшить своё прошлое достижение в сумме.

## Спортивные достижения

### В танцах на льду
(с П. Полицоакисом)
| Соревнования/Сезон                      | 2015–2016 | 2016–2017 | 2017–2018 |
| --------------------------------------- | --------- | --------- | --------- |
| Олимпийские игры Личные соревнования    |           |           | 16        |
| Олимпийские игры Командные соревнования |           |           | 7         |
| Чемпионаты мира                         | 17        | 19        | 16        |
| Чемпионаты Европы                       | 14        | 14        | WD        |
| Этапы Гран-при: Skate Canada            |           |           | 8         |
| Nebelhorn Trophy                        | 4         | 5         | 3         |
| Мемориал Непелы                         | 5         | 5         |           |
| Золотой конёк Загреба                   |           | 4         | 9         |
| Кубок Варшавы                           | 5         |           |           |
| Таллинский Трофей                       |           |           | 5         |
| Трофей СР-В                             |           | 2         |           |
| Кубок Вольво                            |           | 2         |           |
| Кубок Баварии                           |           | 3         |           |
| Чемпионаты Германии                     | 1         | 1         | 1         |

- WD — фигуристы снялись с соревнований.

(с Е. Холонюком)
| Соревнования/Сезон  | 2012–2013 |
| ------------------- | --------- |
| Чемпионаты Германии | 3         |

### В одиночном катании
| Соревнования/Сезон                                     | 2009–2010 | 2010–2011 |
| ------------------------------------------------------ | --------- | --------- |
| Чемпионаты Германии                                    |           | 11        |
| Первенство Германии по фигурному катанию среди юниоров | 9         |           |